# 布什家族

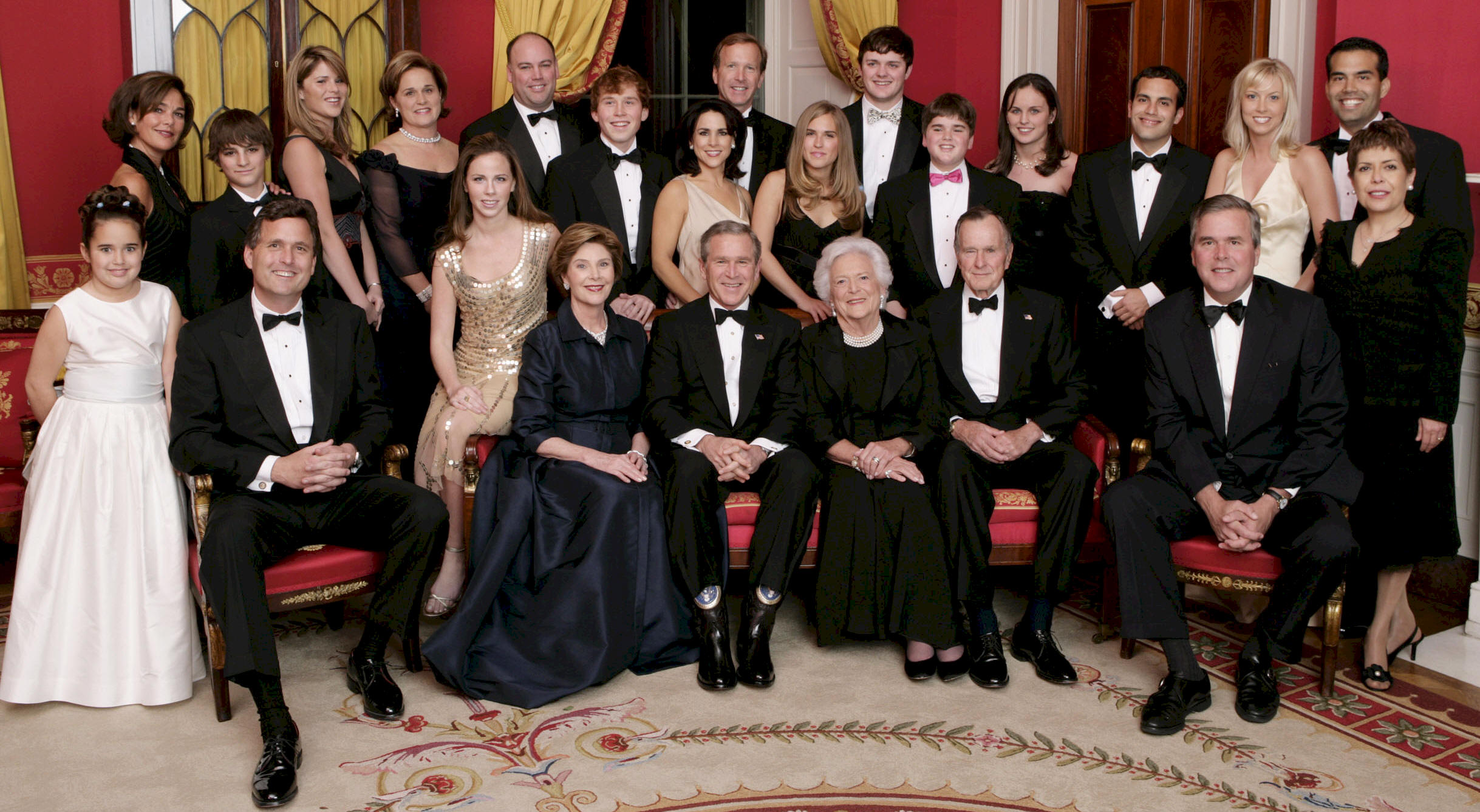
布什家族在2005年的合影

布什家族是一个赫赫有名的美国家族，族员中有很多非常成功的银行家和商业巨贾，其在公职方面曾产生过两个国会议员、两个州长以及两个总统（其中老布什亦曾任副总统一职）。乔治·赫伯特·沃克·布什（老布希）和芭芭拉·布什1945年结婚直到2018年為止（4月芭芭拉逝世，11月老布希逝世），成为美国历史上结婚时间最长的总统夫妇。布什家族传记的作者彼得·施魏策尔将该家族称为“美国历史上最成功的政治王朝”。根据一些网络资料显示，布什家族为英格兰人与德意志人的后裔。

## 成员关系
- 占士·史密夫·布殊（1825–1889）：塞缪尔·P·布什（英语：Samuel P. Bush）之父。
  - 塞缪尔·P·布什（英语：Samuel P. Bush）（1863–1948）：普莱斯考特·布什（英语：Prescott Bush） 之父，詹姆斯·史密斯·布什之子。
  - 弗洛拉·谢尔登（1872–1920）, 塞缪尔·P·布什之妻，于1894年6月20日结婚，普莱斯考特·布什之母。
    - 普莱斯考特·布什（英语：Prescott Bush）（1895–1972）：塞缪尔·P·布什之子，曾任康涅狄格州参议员。
    - 桃乐茜·沃克·布什（1901–1992）：普莱斯考特·布什的妻子，沃克家族乔治·赫尔伯特·沃克（英语：George Herbert Walker）之女。
      - 小普莱斯考特·布什（1922–2010）：普莱斯考特·布什的大儿子，曾任美国美中商会会长。
      - 乔治·赫伯特·沃克·布什（1924–2018）：普莱斯考特·布什二儿子，為區分曾任總統的兒子，通稱老布希，曾为第41任美国总统（1989－1993年在任），第43任美国副总统（1981－1989年在任，第40任总统罗纳德·里根时期），休斯敦众议员（1967－1971年），中央情报局局长，北京聯絡處主任（駐華大使），駐聯合國大使等诸多政治与外交职位。在他从政之前，他曾在德克萨斯州经营石油生意。
      - 芭芭拉·布什（1925–2018）：第14任美国总统富兰克林·皮尔斯的后代—出版商马文·皮尔斯（英语：Marvin Pierce）之女，其夫在任期间为美国第一夫人与美国第二夫人。
        - 乔治·沃克·布什（生于1946年）：乔治·赫伯特·沃克·布什的长子，為區分曾任總統的父親，通稱小布希，曾为第43任美国总统（2001－2009年在任），以及第46任德克萨斯州州长（1995－2000年在任）。老布什与家人在肯纳邦克港家中院子野餐，1988年

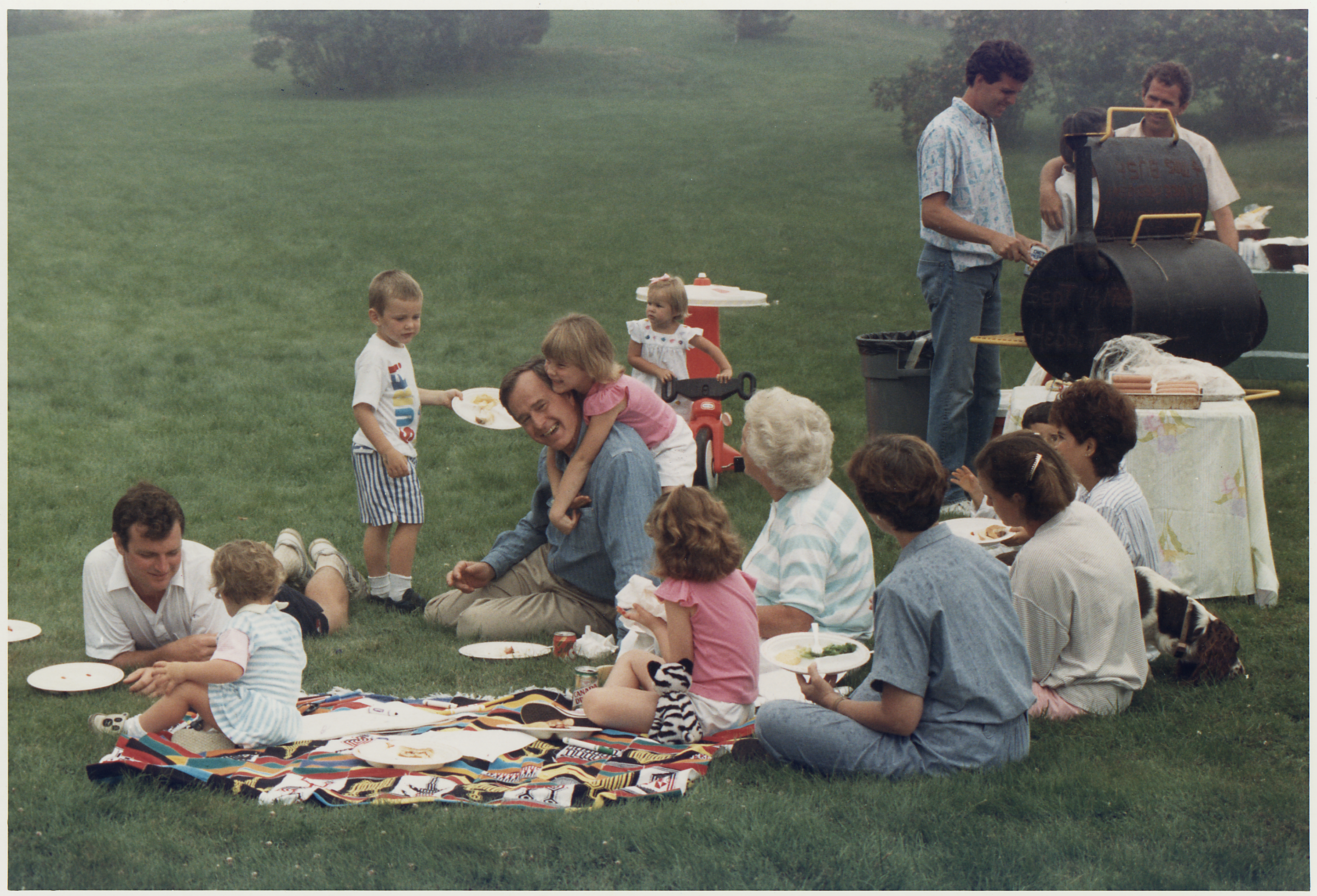
老布什与家人在肯纳邦克港家中院子野餐，1988年

        - 劳拉·威尔士·布什（生于1946年）：乔治·沃克·布什的妻子，其夫在任期间为美国第一夫人，曾是一名老师。
          - 芭芭拉·皮尔斯·布什和珍娜·布什（生于1981年）：小布什的双胞胎女儿。
          - 亨利·钱斯·海格（生于1981年）：娶珍娜·布什。
            - 玛格丽特·劳拉“米拉”海格（生于2013年）：珍娜·布什之女。

        - 宝琳·罗宾逊·布什（英语：Pauline Robinson Bush）（1949–1953）：老布什的第二个孩子同时也是大女儿，死于白血病。
        - 傑布·布什（生于1953年）：老布什的二儿子，曾为第43任佛罗里达州州长（1999－2007年在任），妻子为科伦巴·布什。
          - 乔治·P·布什（生于1976年）：杰布·布什之子。
          - 诺艾尔·布什（生于1977年）
          - 小杰布·布什（生于1983年）：就读于德克萨斯州大学奥斯汀分校。

        - 尼尔·布什（英语：Neil Bush）（生于1955年）：老布什的三儿子，是商人和投資者。
          - 劳伦·布什（英语：Lauren Bush-Lauren）（生于1984年），为汤米·席尔菲格模特，尼尔·布什与沙朗·史密斯之女，与拉尔夫·劳伦之子大卫·劳伦结婚。
          - 阿什利·布什：尼尔·布什与沙朗·史密斯之女。
          - 皮尔斯·布什：尼尔·布什与沙朗·史密斯之子。

        - 马文·布什（英语：Marvin Bush）（生于1956年）：风险投资家，老布什的四子，与玛格丽特·康威结婚。
          - 他们领养了一个女儿一个儿子。

        - 多萝西·布什（生于1959年）：老布什的二女儿，嫁给葡萄酒说客鲍勃·科赫。

      - 南希·沃克·布什·埃利斯（1926－2021）：普莱斯考特·布什的第三个孩子，也是唯一的一个女儿。
        - 约翰·普莱斯考特·埃利斯（生于1953年）：南希·沃克·布什·埃利斯的儿子，媒体顾问。

      - 乔纳森·布什（英语：Jonathan Bush）（生于1931年）：普莱斯考特·布什的第四个孩子，银行家。
        - 乔纳森·S·布什（英语：Jonathan S. Bush）（生于1969年）：乔纳森·布什之子，IT医疗公司athenahealth的首席执行官。
        - 比利·布什（英语：Billy Bush）（生于1971年）：乔纳森·布什之子《走进好莱坞（英语：Access Hollywood）》主持人。

      - 威廉·H·T·布什（英语：William H.T. Bush）（生于1938年）：小普莱斯考特·布什的第五个孩子，银行家。

## 先祖

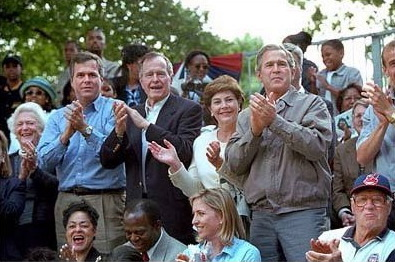
芭芭拉·布什，傑布·布什，老布什，劳拉·布什，和小布什，以及名人堂投手鮑伯·費勒在白宮草地欣賞樂樂棒球。

### 父系
- 理查德·布什（1676–1732年9月27日，生活于布里斯托尔，普利茅斯殖民地）被认为是已知的布什家族最早的父系成员，他居住在北美洲。

  - 蒂莫西·布什(1728–1821,生活于 纽约州斯普林港)可能是理查德·布什的儿子。[來源請求]
    - 小蒂莫西·布什 (1761–1850,生活于纽约州潘菲尔德（英语：Penfield, New York）)为蒂莫西·布什之子。
      - 俄巴底亚·布什（英语：Obadiah Bush） (1797年1月28日–1851年)，铁匠小蒂莫西·布什与莉迪亚·纽科姆之子，于1797年1月28日出生在纽约州潘菲尔德（英语：Penfield, New York）。他于1812年战争期间离开了家，之后于1821年11月8日与哈丽特·史密斯(1800–1867) 在罗彻斯特结婚。他们生了7个孩子。在他儿子牧师詹姆士·史密斯·布什(1825–1889)这一支， 他是前总统老布什的曾曾祖父，是前总统小布什的曾曾曾祖父。在罗彻斯特期间，俄巴底亚受聘为学校校长，同时也是一位知名的废奴主义者。他曾是反奴协会的副主席。他的兄弟亨利是一个锅炉生产商，也以参与到废奴活动而知名。亨利是地下铁路的参与者之一，还曾向纽约州议会请愿以对抗奴隶制。罗切斯特每日广告还曾起诉其煽动无政府主义。后来，俄巴底亚和亨利（有可能还有另一个他们的兄弟）一起西下参与到了1849年的加利福尼亚淘金潮。在辛苦工作了两年之后，他终于可以回到纽约州的家中。但他却死在了海上，并进行了海葬。[來源請求]
        - 詹姆士·史密斯·布什 (1825–1889)是新泽西州，加利福尼亚州以及纽约州的美国圣公会 牧师。他是俄巴底亚·布什的儿子，塞缪尔·P·布什（英语：Samuel Prescott Bush）的父亲。他也是第一个从耶鲁大学毕业的布什，他参与组建了了耶鲁大学第三社会秘密社团，也就是现在所熟知的狼头社团（英语：Wolf's Head (secret society)）。[來源請求]

### 其他著名亲属
- 乔治·布什 (1796–1859)是俄巴底亚·布什的兄弟之一。他是一名圣经学者，曾著书《穆罕默德的一生》。[來源請求]
- 罗伯特·博林（英语：Robert Bolling） (1646–1709)是美国早期定居者。他的儿子小罗伯特·博林是布什家族先人。老博林后来和宝嘉康蒂的孙女简·罗尔夫育有孩子。[來源請求]
- 托马斯·欣克利（英语：Thomas Hinckley） (1618–1706) 曾是普利茅斯殖民地长官，同时也是老布什家族全体成员的先祖。[來源請求]
- 玛丽·帕克 (1637–92) 于1692年在塞勒姆审巫案中，被处以绞刑。[3][4]

## 与其他知名家族间关系

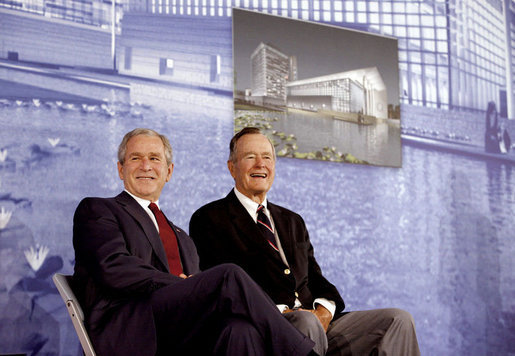
小布什与老布什在北京，2008年

### 沃克家族
老乔治·赫伯特·沃克 (1875–1953)是一个富有的银行家及商人。他的女儿桃乐茜·沃克·布什嫁给了普莱斯考特·布什。因此乔治·赫尔伯特·沃克为第41任美国总统乔治·赫伯特·沃克·布什的外祖父，第43任美国总统乔治·沃克·布什的曾外祖父。沃克杯是以其姓氏命名。沃克杯是男子业余高尔夫比赛奖项，于奇数年份举办，由美国对阵大不列颠王国和爱尔兰组成球队。